# 松戸市民会館
松戸市民会館（まつどしみんかいかん）は、千葉県松戸市にある市営の多目的ホール。プラネタリウムを併設する。

## 歴史
「市民の生活向上と福祉の増進並びに社会教育の振興を図る」ことを目的として、1964年（昭和39年）に市制施行20周年記念事業により建設され、運営を開始した。1974年（昭和49年）2月までは、松戸市立図書館も会館内に所在していた。
新市民会館建設の要望から1993年（平成5年）に森のホール21（市立の多目的ホール）が完成したことにより本会館を取り壊す計画が持ち上がったが、市民からの取り壊し反対の署名運動などが起きたことにより計画は取りやめられた。1997年に立て替えが検討されたが財政的理由により耐震改修を行う事になり、1998年に2億5千万円を計上してエレベーターの設置と耐震改修を行い、10年程度耐用が延びた。1998年に行った耐震改修促進法に基づく耐震診断では、震度5でひび割れることなどが判明するなど本会館の老朽化は著しく、修繕をしながら維持管理をしている。

## 施設
市民会館の管理担当は、教育委員会で正規職員9人が派遣されている。清掃と舞台関係は民間に委託されている。

### ホール
- 客席 1,212席

### プラネタリウム

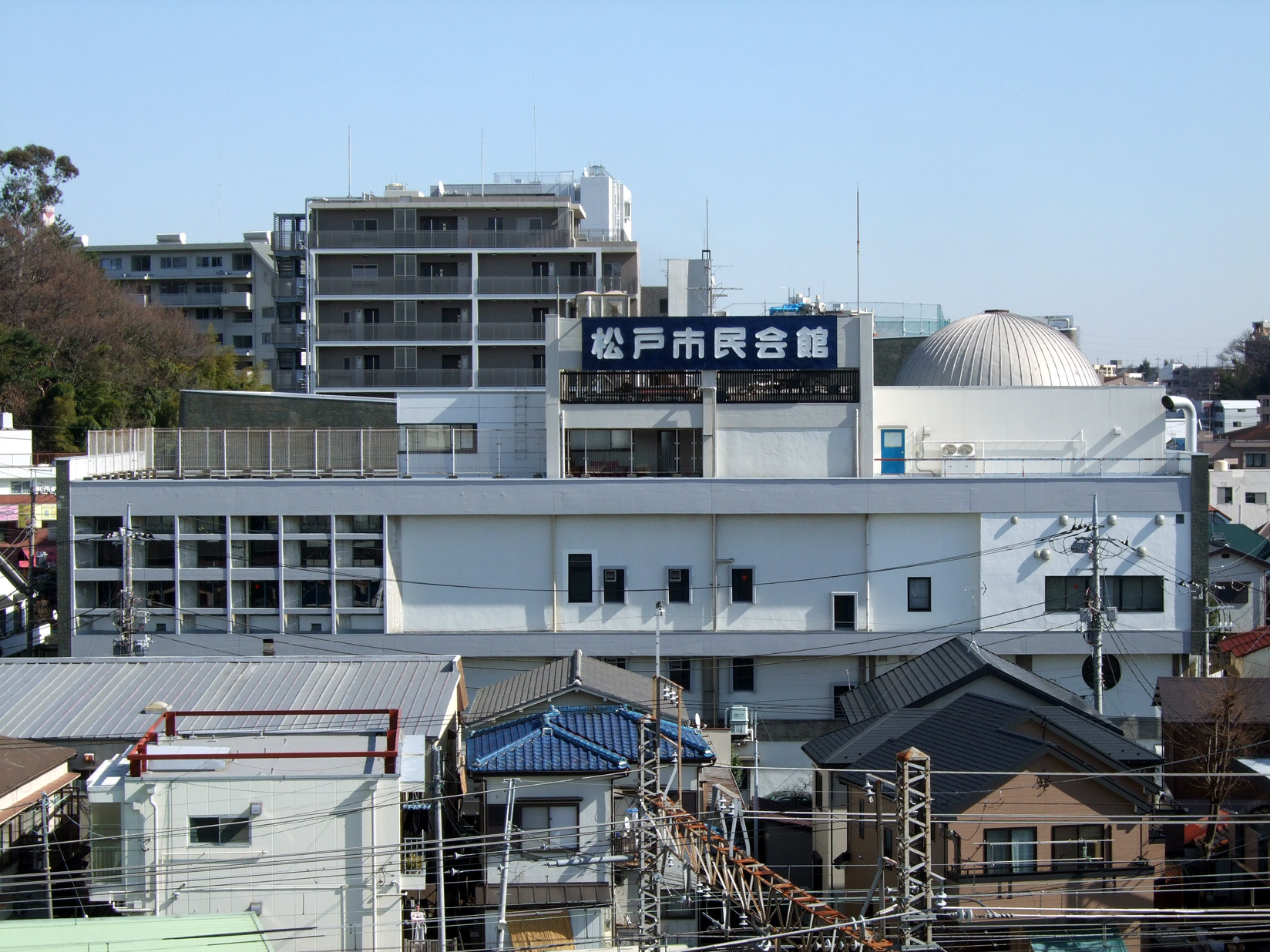
建物遠景。右側に見えるのがプラネタリウムのドーム。

1978年（昭和53年）に建設。少女時代にこのプラネタリウムに足繁く通い影響を受けたという松戸市出身の宇宙飛行士・山崎直子がスペースシャトル・ディスカバリーによる国際宇宙ステーション組み立てミッションに参加した事を記念して、2010年（平成22年）にその愛称を「NAOKO SPACE PLANETARIUM」としている。松戸市は山崎がディスカバリーで地球に帰還した4月20日を「まつど宇宙と科学の日」と定め、会館のプラネタリウム室での特別投影など各種イベントを行っている。
直径8.0メートルのドームに同心円配列に80席をもうけ、投影機には五藤光学 GS-8 を使用している。土曜、日曜、祝日に一般投影行い、1日に4回の投影スケジュール（10時30分、13時30分、14時30分、15時30分）を組む。10時30分の回では毎週の実施としては全国的にも珍しい文字解説付き投影を行っている。入場料は大人50円、小中学生は2011年（平成23年）から無料となっている。

### 会議棟
- 会議室
- 料理教室
- 和室
- 音楽室
- ながいき室

## アクセス
- 最寄りの鉄道駅
  - JR常磐線・京成電鉄 松戸駅（東口）より、徒歩約5分（経路案内）。
- 最寄りのインターチェンジ
  - 東京外環自動車道 松戸インターチェンジ。